# Бриньковское сельское поселение
Бри́ньковское сельское поселение — муниципальное образование, входившее в состав упразднённого Приморско-Ахтарского района Краснодарского края России. 
В рамках административно-территориального устройства Краснодарского края ему соответствует Бриньковский сельский округ.
Административный центр — станица Бриньковская.
В рамках административно-муниципальной реформы сельское поселение было упразднено путем объединения с другими муниципальными образованиями, входившими в состав Приморско-Ахтарского района.

## Население
| 2010  | 2012  | 2013  | 2014  | 2015  | 2016  | 2017  |
| ----- | ----- | ----- | ----- | ----- | ----- | ----- |
| 5716  | ↘5668 | ↘5595 | ↘5567 | ↗5607 | ↗5622 | ↘5600 |
| 2018  | 2019  | 2020  | 2021  | 2023  |       |       |
| ↗5619 | ↗5639 | ↘5595 | ↗5838 | ↘5769 |       |       |

## Населённые пункты
В состав сельского поселения (сельского округа) входили 2 населённых пункта:
| № | Населённый пункт   | Тип населённого пункта | Население (чел.) |
| - | ------------------ | ---------------------- | ---------------- |
| 1 | Бриньковская       | станица                | ↗5210            |
| 2 | имени Тамаровского | хутор                  | ↗628             |